# Gohardasht-fængslet
Gohardasht-fængslet (Persisk: زندان گوهردشت) er et fængsel i Iran, i byen Gohardasht, i udkanten af Karaj, cirka 20 km vest for hovedstaden Teheran. Fængslet er også kendt under navnet "Rajai Shahr".
Fængslet huser både politiske fanger og almindelig kriminelle. Der er flere gange blevet henrettet fanger i Rajai Shahr.